# Marko dos Santos
Marko dos Santos (18 de Maio de 1981) é um futebolista brasileiro que joga como atacante no clube Besa Kavajë da Albânia.